# Валевка
Валевка (бел. Ва́леўка) — агрогородок в Новогрудском районе Гродненской области Беларуси. Административный центр Валевского сельсовета. Население 401 человек (2009).

## География
Агрогородок расположен в 16 км к юго-востоку от центра города Новогрудок. Через Валевку проходит шоссе Р5 на участке Барановичи — Новогрудок, ещё две местные дороги ведут на Новоельню и Кореличи. Ближайшая ж/д станция в Новоельне, в 20 км к западу от Валевки.

### Гидрография
Валевка стоит в верхнем течении реки Невда (be:Рака Нёўда). В 3 км к юго-востоку от агрогородка находится озеро Свитязь.

## История
Впервые Валевка упоминается в 1602 году в «Исторических записках» Ф. М. Евлашовского. Поселение входило в состав Новогрудского повета Новогрудского воеводства.
В XVII веке Валевка перешла к роду Курчей. В 1685 году подкоморий лидский С. Курча основал здесь деревянный костёл и монастырь доминиканцев.
В результате третьего раздела Речи Посполитой (1795) Валевка оказалась в составе Российской империи, в Новогрудском уезде. Состоянием на 1798 год здесь было 20 дворов, в 1886 году — 10 дворов, церковно-приходская школа.
После подавления восстания 1830 года большое число католических храмов на территории современной Белоруссии были переданы православным. Аналогичная судьба ждала и деревянный костёл доминиканцев, в 1830 году он был переделан в православную Петропавловскую церковь. В 1840-е годы перестроен фасад (разобраны боковые башни), в 1870-х над центральной частью возведена башенка с куполом.
Согласно Рижскому мирному договору (1921) Валевка оказалась в составе межвоенной Польской Республики, в Новогрудском повете. В 1939 местечко вошло в состав БССР, где 15 января 1940 стало центром района, с 25 ноября 1940 года — сельсовета Кореличского района. По состоянию на 1970 год в селе — 139 дворов, на 1992 год — 990 дворов.

## Культура
- Дом культуры
- Валевский народный историко-краеведческий музей

## Достопримечательности
- Костёл доминиканцев (1685; теперь церковь Св. апостолов Петра и Павла), памятник архитектуры деревянного зодчества —  Историко-культурная ценность Республики Беларусь, шифр 412Г000445
- Часовня бывшей усадьбы в Чемброво (1896) —  Историко-культурная ценность Республики Беларусь, шифр 413Г000771
- Курганный могильник, селище (XII—XIII вв.) —  Историко-культурная ценность Республики Беларусь, шифр 413В000444
- Озеро Свитязь — 3 км от деревни, популярное место отдыха.

### Утраченное наследие
- Монастырь доминиканцев (XVII в.)
- Церковь Св. апостолов Петра и Павла (XVIII в.; греко-католическая)

## Галерея

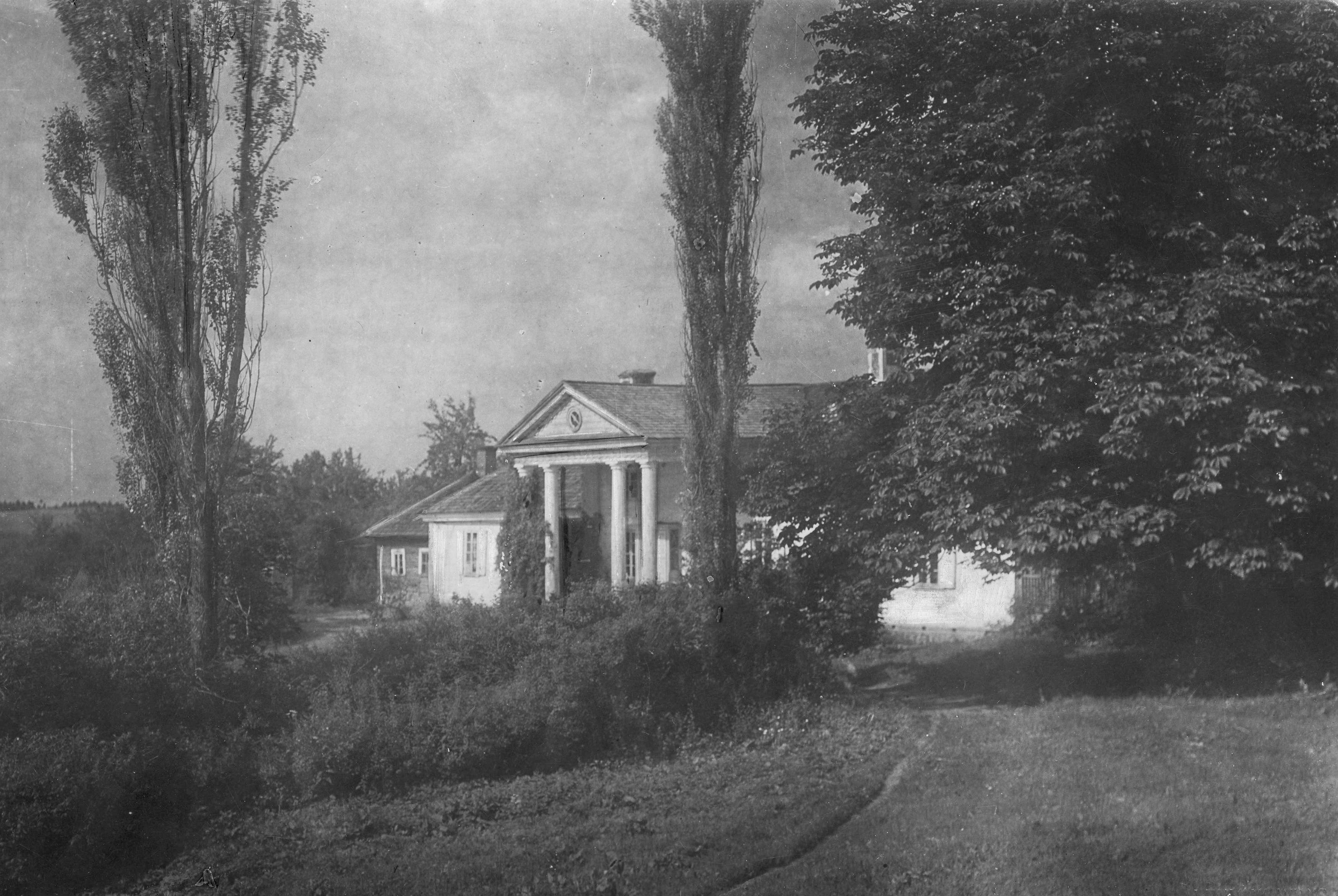
Бывшая усадьба в Чемброво
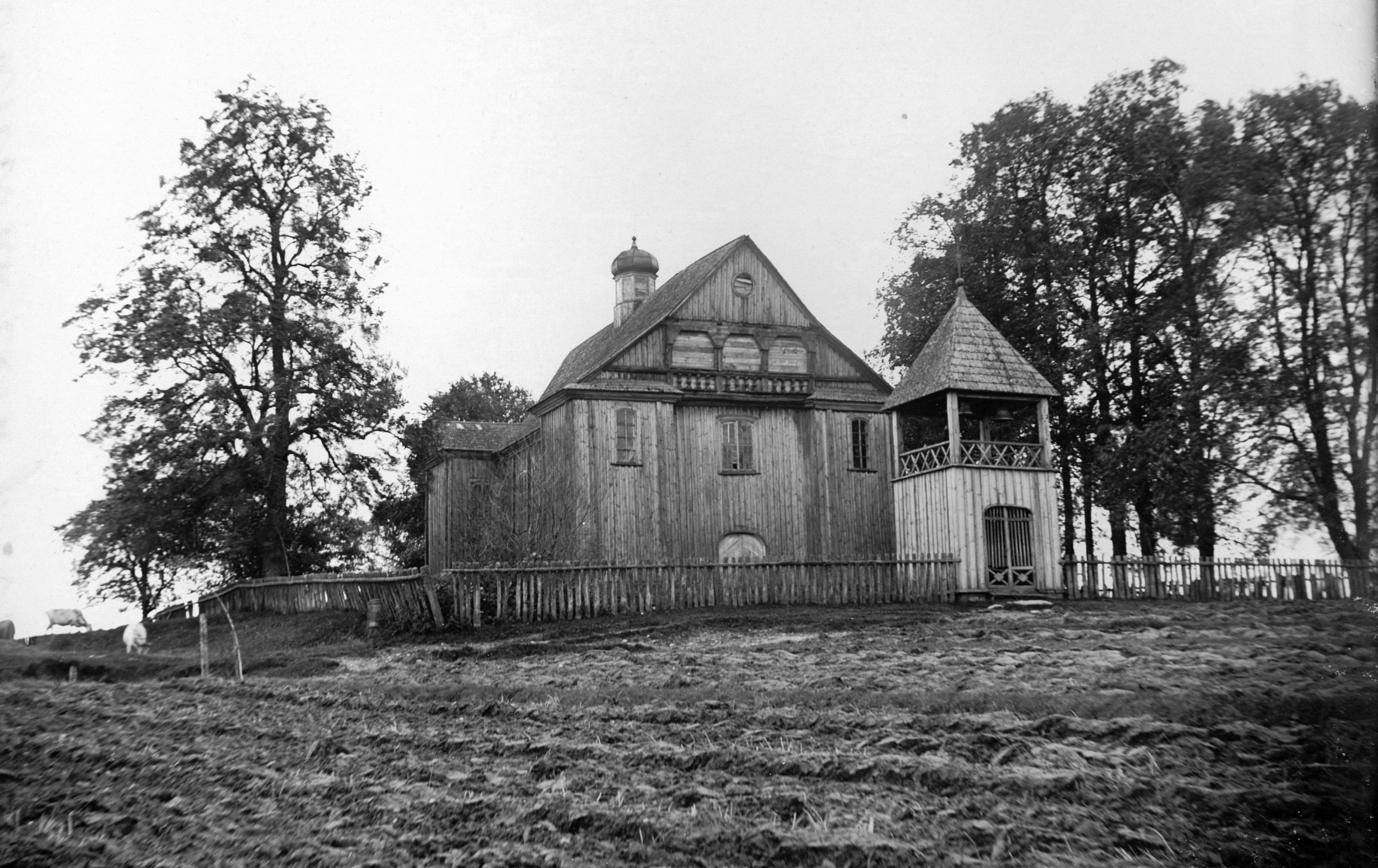
Костёл на старом снимке
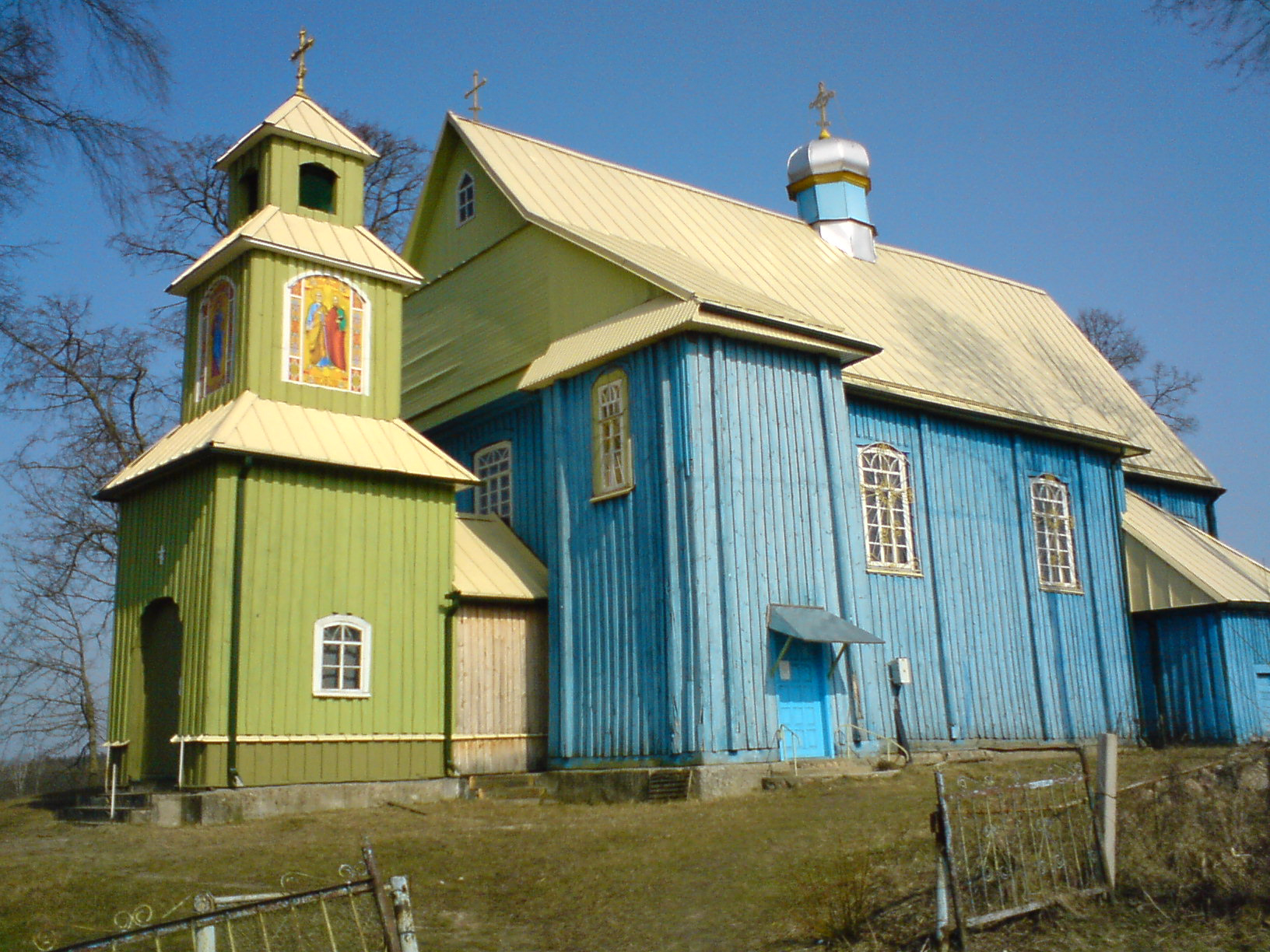
Петропавловская церковь
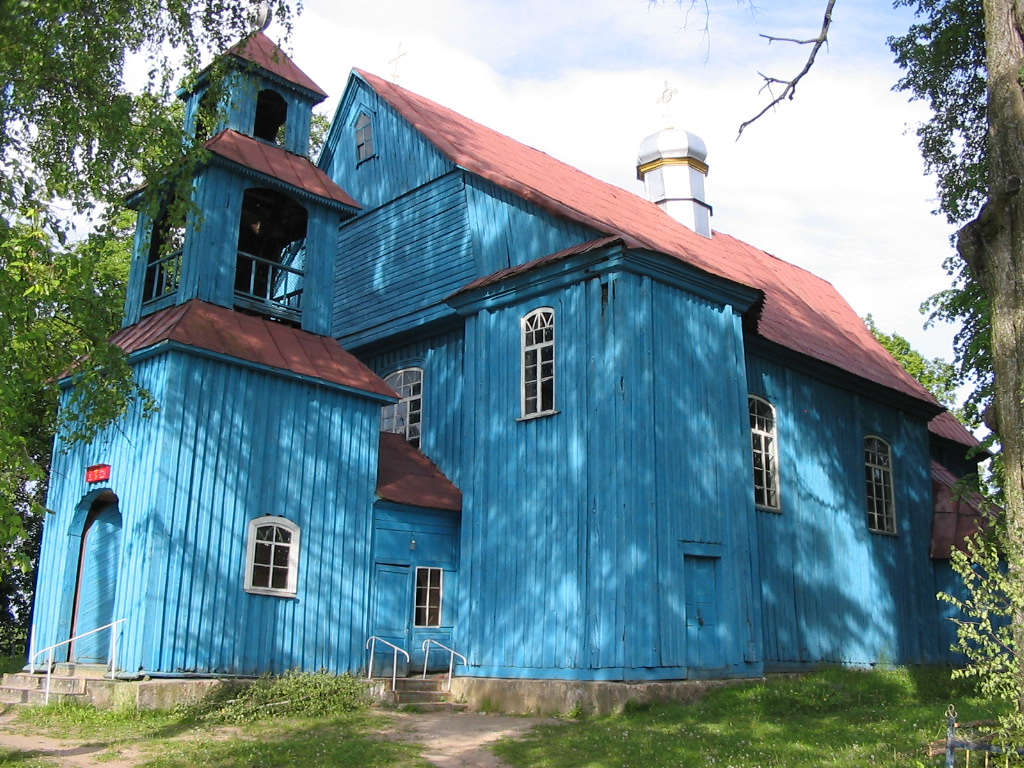
Петропавловская церковь